# Psychedelic Shack
Psychedelic Shack è il dodicesimo album in studio del gruppo vocale statunitense The Temptations, pubblicato nel 1970.

## Tracce
Side 1
1. Psychedelic Shack – 3:51
2. You Make Your Own Heaven and Hell Right Here on Earth – 2:46
3. Hum Along and Dance – 3:53
4. Take a Stroll Thru Your Mind – 8:37

Side 2
1. It's Summer – 2:36
2. War – 3:11
3. You Need Love Like I Do (Don't You) – 3:58
4. Friendship Train – 7:49

## Formazione
- Dennis Edwards – voce
- Eddie Kendricks – voce
- Paul Williams – voce
- Melvin Franklin – voce
- Otis Williams – voce